# Judo na Evropských hrách 2015
Soutěže v judu na I. Evropských hrách proběhly ve sportovním komplexu Heydəra Əliyeva v Baku ve dnech 25. června až 28. června 2015, zároveň jako Mistrovství Evropy v judu 2015.
Mistrovství Evropy v judu 2015 mělo původně proběhnout v Emirates Areně v Glasgow ve Spojeném království ve dnech 9.–12. dubna 2015. V únoru 2015 bylo Evropskou judistickou unií (EJU) rozhodnuto spojit mistrovství Evropy 2015 s judistickou soutěží na Evropských hrách 2015 pořádanými v Baku. Důvod (záminka) odebrání pořadatelství Glasgow byl nalezen ve sponzoru pořádající Britské judistické asociace. Britům mělo mistrovství Evropy sponzorovat Ultimate Fighting Championship a podle regulí EJU je sponzoring profesionální zápasnickou soutěží (asociací) nepřípustný.

## Program
- ČTV - 25.06.2015 - superlehká váha (−60 kg, −48 kg), pololehká váha (−66 kg, −52 kg), lehká váha −57 kg)
- PÁT - 26.06.2015 - lehká váha (−73 kg), polostřední váha (−81 kg, −63 kg), střední váha (−70 kg)
- SOB - 27.06.2015 - střední váha (−90 kg), polotěžká váha (−100 kg, −78 kg), těžká (+100 kg, +78 kg)
- NEĎ - 28.06.2015 - soutěž týmů

## Účastníci
seznam účastníků

## Česká stopa
podrobně zde

## Výsledky – váhové kategorie

### Muži
| Kategorie | Podrobně | Zlato                     | Stříbro                    | Bronz                    | Bronz                      |
| --------- | -------- | ------------------------- | -------------------------- | ------------------------ | -------------------------- |
| −60 kg    | podrobně | Beslan Mudranov (RUS)     | Orchan Safarov (AZE)       | Ludovic Chammartin (SUI) | Amiran Papinašvili (GEO)   |
| −66 kg    | podrobně | Kamal Chanmagomedov (RUS) | Loïc Korval (FRA)          | Michail Puljajev (RUS)   | Sebastian Seidl (GER)      |
| −73 kg    | podrobně | Sagi Muki (ISR)           | Nugzar Tatalašvili (GEO)   | Rok Drakšič (SLO)        | Dirk Van Tichelt (BEL)     |
| −81 kg    | podrobně | Avtandil Črikišvili (GEO) | Ivan Nifontov (RUS)        | Loïc Pietri (FRA)        | Alexander Wieczerzak (GER) |
| −90 kg    | podrobně | Kirill Děnisov (RUS)      | Varlam Lipartelijani (GEO) | Guillaume Elmont (NED)   | Ilias Iliadis (GRE)        |
| −100 kg   | podrobně | Henk Grol (NED)           | Lukáš Krpálek (CZE)        | Cyrille Maret (FRA)      | Toma Nikiforov (BEL)       |
| +100 kg   | podrobně | Adam Okruašvili (GEO)     | Ori Sason (ISR)            | Jakiv Chammo (UKR)       | Renat Saidov (RUS)         |

### Ženy
| Kategorie | Podrobně | Zlato                       | Stříbro                       | Bronz                        | Bronz                      |
| --------- | -------- | --------------------------- | ----------------------------- | ---------------------------- | -------------------------- |
| −48 kg    | podrobně | Charline Van Snicková (BEL) | Ebru Şahinová (TUR)           | Éva Csernoviczká (HUN)       | Irina Dolgovová (RUS)      |
| −52 kg    | podrobně | Andreea Chițuová (ROU)      | Annabelle Euranieová (FRA)    | Mareen Krähová (GER)         | Natalja Kuzjutinová (RUS)  |
| −57 kg    | podrobně | Telma Monteirová (POR)      | Hedvig Karakasová (HUN)       | Nora Gjakovaová (KOS)        | Miryam Roperová (GER)      |
| −63 kg    | podrobně | Martyna Trajdosová (GER)    | Tina Trstenjaková (SLO)       | Clarisse Agbegnenouová (FRA) | Jarden Džerbiová (ISR)     |
| −70 kg    | podrobně | Kim Pollingová (NED)        | Laura Vargasová Kochová (GER) | Szaundra Diedrichová (GER)   | Bernadette Grafová (AUT)   |
| −78 kg    | podrobně | Marhinde Verkerková (NED)   | Luise Malzahnová (GER)        | Guusje Steenhuisová (NED)    | Anamari Velenšeková (SLO)  |
| +78 kg    | podrobně | Emilie Andéolová (FRA)      | Jasmin Külbsová (GER)         | Svitlana Jaromková (UKR)     | Belkıs Zehra Kayaová (TUR) |

### Statistika
- Věkový průměr medailistů – 26,75 let (medián – 27 let)
- Věkový průměr medailistek – 26,07 let (medián – 25 let)

- Nejmladší vítěz – Sagi Muki (23 let)
- Nejmladší vítězka – Kim Pollingová (24 let)
- Nejstarší vítěz – Henk Grol (30 let)
- Nejstarší vítězka – Telma Monteirová (30 let)

- Nejmladší medailista – Jakiv Chammo (21 let)
- Nejmladší medailistka – Irina Dolgovová (20 let)
- Nejstarší medailista – Guillaume Elmont (34 let)
- Nejstarší medailistka – Miryam Roperová (33 let)

pozn. Věk je počítán podle ročníku narození. V případě ataku rekordu se upřesňuje podle data narození a data získaní medaile.

## Výsledky – ostatní disciplíny

### Družstva
|      | Zlato | Stříbro | Bronz | Bronz |
| ---- | --- | --- | --- | --- |
| muži | Francie David Larose (-66) Loïc Korval (-66) Florent Urani (-73) Pierre Duprat (-73) Loïc Pietri (-81) Alexandre Iddir (-90) Cyrille Maret (+90)                                                                | Gruzie Amiran Papinašvili (-66) Nugzar Tatalašvili (-73) Laša Šavdatuašvili (-73) Avtandil Črikišvili (-81) Ušangi Margijani (-81) Varlam Lipartelijani (-90) Beka Gvinyjašvili (-90) Adam Okruašvili (+90) Levan Matyjašvili (+90) | Ukrajina Giorgi Zantaraia (-66) Serhij Drebot (-73) Artem Chomula (-73) Vitalij Dudčyk (-81) Quedjau Nhabali (-90) Vadym Syňavkyj (-90) Oleksandr Hordijenko (+90) Jakiv Chammo (+90) | Rusko Michail Puljajev (-66) Kamal Chanmagomedov (-66) Děnis Jarcev (-73) Alan Chubecov (-81) Ivan Nifontov (-81) Kirill Voprosov (-90) Kirill Děnisov (-90, +90) Renat Saidov (+90)                        |
| ženy | Francie Annabelle Euranieová (-52) Laetitia Blotová (-57) Automne Paviaová (-57) Clarisse Agbegnenouová (-63) Marie-Eve Gahiéová (-70) Gévrise Émaneová (-70) Madeleine Malongaová (+70) Emilie Andéolová (+70) | Německo Mareen Krähová (-52) Viola Wächterová (-57) Miryam Roperová (-57) Martyna Trajdosová (-63) Laura Vargasová Kochová (-70) Szaundra Diedrichová (-70) Franziska Konitzová (+70) Luise Malzahnová (+70)                        | Itálie Valentina Moscattová (-52) Odette Giuffridaová (-52) Giulia Quintavalleová (-57) Edwige Gwendová (-63) Giulia Cantoniová (-70) Assunta Galeoneová (+70) Elisa Marchiová (+70)  | Slovinsko Kristina Vršičová (-52) Petra Nareksová (-52) Vlora Beđetiová (-57) Nina Miloševićová (-63) Tina Trstenjaková (-63, -70) Anka Pogačniková (-70) Anamari Velenšeková (+70) Klara Apotekarová (+70) |

pozn. škrnutí judisté do bojů nezasáhli

### Zrakově indisponovaní
| Kategorie     | Podrobně | Zlato                | Stříbro                    | Bronz                        | Bronz                   |
| ------------- | -------- | -------------------- | -------------------------- | ---------------------------- | ----------------------- |
| +90 kg (muži) |          | Ilham Zakijev (AZE)  | Oleksandr Pominov (UKR)    | Alexandr Parasjuk (RUS)      | Zakir Muslimov (AZE)    |
| −57 kg (ženy) |          | Inna Čerňaková (UKR) | Sabina Abdullajevová (AZE) | Natalija Nikolajčuková (UKR) | Ramona Brussigová (GER) |